# Moulta (village)
Moulta (en russe : Мульта, en altaï méridional : Мый Туу, Mıy Tuu) est un village de la république de l'Altaï en Russie. Situé dans le raïon d'Oust-Koksa, sa population s'élevait à 721 habitants lors du recensement de 2021. 

## Géographie
La localité de Moulta se situe dans la république de l'Altaï, république de Sibérie méridionale en Russie. Le village fait partie du district fédéral sibérien, et se situe à 576 km au sud-est de Novossibirsk, la capitale du district. Elle se trouve aussi à 3 227 km à l'est de Moscou, ainsi qu'à 200 km au sud de Gorno-Altaïsk, la capitale de la république.
Au sein de la république, elle fait partie du raïon d'Oust-Koksa, avec le chef-lieu du même nom. Le raïon se situe dans le sud-est de la république, et Moulta se trouve à 27 km à l'est d'Oust-Koksa. Le village fait partie de la municipalité de Verkh-Ouïmon, qui regroupe 6 localités (Verkh-Ouïmon ; Moulta ; Tikhonskaïa ; Gagarka ; Zamoulta et Maralnik-1).
Pour la géographie, Moulta se situe au cœur de l'Altaï, vaste système montagneux en Asie centrale Plus précisément, le village se situe dans le Haut-Altaï, à l'extrémité orientale de la steppe d'Ouïmon. Cette steppe, longue de 35 km d'ouest en est, est limitée au nord par les monts de la Terekta. Au sud du village, se trouvent le piedmont des monts Katoun, le massif bordant le sud de la steppe. Il est aussi le plus haut massif de l'Altaï, avec le mont Béloukha, point culminant du système montagneux avec ses 4 506 m, à 60 km au sud-est de la localité.
Le village se trouve sur la rive gauche de la Moulta, avec sur l'autre rive le village de Zamoulta. Juste au nord du village se trouve la confluence de la Moulta dans la Katoun, un affluent de l'Ob. Il se trouve aussi sur la rive droite de la Katoun.
Le village le plus proche est Zamoulta, de l'autre côté de la rivière, et de l'autre côté de la Katoun se trouve Nijni Ouïmon. À 8 km au sud se trouve la localité de Maralnik-1, dernier village sur le sentier menant aux lacs de la Moulta, monument naturel de la république.

À l'est du village se trouve le mont Filaret, haut de 1 708 m. Il fut nommé d'après un certain Filaret, un missionnaire vieux-croyant ayant vécu dans le village entre 1863 et 1917, lorsqu'il est apparu pour la dernière fois avant de disparaître. Il permit l'enrichissement du village, et fut persécuté pour ses croyances juste avant sa disparition mystérieuse,,.
| Nijni Ouïmon |            |          |
| Tikhonkaïa   | Moulta     | Zamoulta |
|              | Maralnik-1 |          |

## Histoire

### Sous l'Empire russe
Le village a été fondé, selon le recensement local de 1928, en 1836 par des Altaïens qui y ont vécu jusqu'au début du siècle. En 1863, des missionnaires orthodoxes russes sont venus s'établir dans le village, où ils ont construit des maisons en bois, alors que les yourtes étaient l'habitat d'alors. À cette époque, le village était relativement riche grâce à l'agriculture, l'élevage mais aussi grâce aux produits de la chasse et de la cueillette, encore pratiquées.
En 1917 se déroule la révolution d'octobre, entraînant de l'instabilité dans la région. La zone du village est d'abord sous contrôle blanc, avant qu'en 1918-1919, les premiers détachements de garde rouge se forment dans la steppe d'Ouïmon. En 1918, quand la région de l'Altaï est encore blanche, un général, Piotr Fedorovitch Soukhov (ru), qui est communiste, doit fuir Barnaoul. Il arrive avec son détachement à rejoindre la steppe d'Ouïmon même si nombre d'entre eux sont morts. En août 1918, ils prennent Katanda après avoir traversé la rive gauche quelques jours auparavant. Mais ils se font rattraper par les armées blanches et se fonte exécutés.
Mais en 1919, des soulèvements rouges, combinés à la débâcle d'Alexandre Koltchak en Sibérie, font que l'Altaï devient sous contrôle des communistes. Mais contrairement à l'épisode Soukhov, la région reste à l'écart des combats au cours de la prise du pouvoir, les populations locales soutenant alors le changement.

### Période soviétique
En 1928 justement, le village est réhabité par l'installation de vieux-croyants russes à l'embouchure de la Moulta dans la Katoun. Ils nomment le village Oust-Moulta, soit littéralement « à (l'endroit de) l'embouchure de la Moulta ». Le nom de Moulta viendrait de l'altaï« Mıy Tuu», signifiant « cerisiers d'oiseau », surnom russe du Prunus padus. Une autre version dit que Mıy Tuu signifierait la « montagne d'un chat sauvage ».
Pendant ce début de période soviétique, le village était considéré comme un hameau du village de Nijni Ouïmon, de l'autre côté de la Katoun, tout comme le village de Zamoulta. Une école de jeunesse du Komsomol fut construite dans le village. Un bac pour aller sur la rive gauche de la Katoun fut mis en service pendant les années 1920.
Mais pendant les années 1930, le village était instable à cause du gang Atamanov, qui attaquait des communistes et des kolkhozes dans la zone.
En 1931, alors que la région subit la collectivisation, une ferme collective nommée Krasnaïa Zvezda est fondée à Moulta. En 1935, cette ferme possède 756 ha de terres arables, 2067 ha de pâturages, 205 têtes de bétails, et 23 ha de potagers. Des habitants du village furent envoyés au goulag par opposition au système, qui était particulièrement impopulaire dans la région.
En 1932, une école primaire est ouverte dans le village, et une fromagerie est ouverte deux ans plus tard. L'année d'après, des ateliers de menuiserie, cordonnerie, poterie et d'autres sont créés.
En 1936, le premier commerce apparaît, ainsi qu'une crèche afin que les mères puissent aller travailler.
En 1939, sous la présidence de village de Nikolaï Brylevski est créé un parc, les rues sont rénovés et les maisons du centre du village ornés.
Grâce à la ligne de télégramme à Nijni Ouïmon, les habitants apprirent vite le début de l'opération Barbarossa, et donc du début de l'implication de l'URSS dans la Seconde Guerre mondiale. 173 hommes du villages sont partis au front, et 109 d'entre eux sont morts au front. Pendant ce temps au village, les femmes et enfants participaient à l'effort de guerre.
En 1947, une première turbine hydroélectrique est installée sur la Moulta dans le village pour subvenir aux besoins du village. C'est la première fois que l'électricité est installé dans le village, mais la même année, un atelier brûle dans le village. En 1955 fut construit un sovkhoze.
Pendant les années 1960 à 1990, le village connut un essor. Entre 1985 et 1991 fut construit 32 bâtiments résidentiels, surtout des maisons mais aussi quelques Khrouchtchevka. Des rues nouvelles sont apparues, étendant progressivement le village. 
En 1968, un pont sur la Katoun fut inauguré, auquel presque toute la population du village participa à sa construction. Avec son ouverture, le bac cessa de fonctionner.
Toujours pendant les années 1960, un club-house et un magasin sont apparus, et en 1973, une nouvelle école fut créée, remplaçant l'ancien édifice vétuste. Un internat fut d'ailleurs ouvert pour loger les écoliers des villages environnant.

### Période post-soviétique

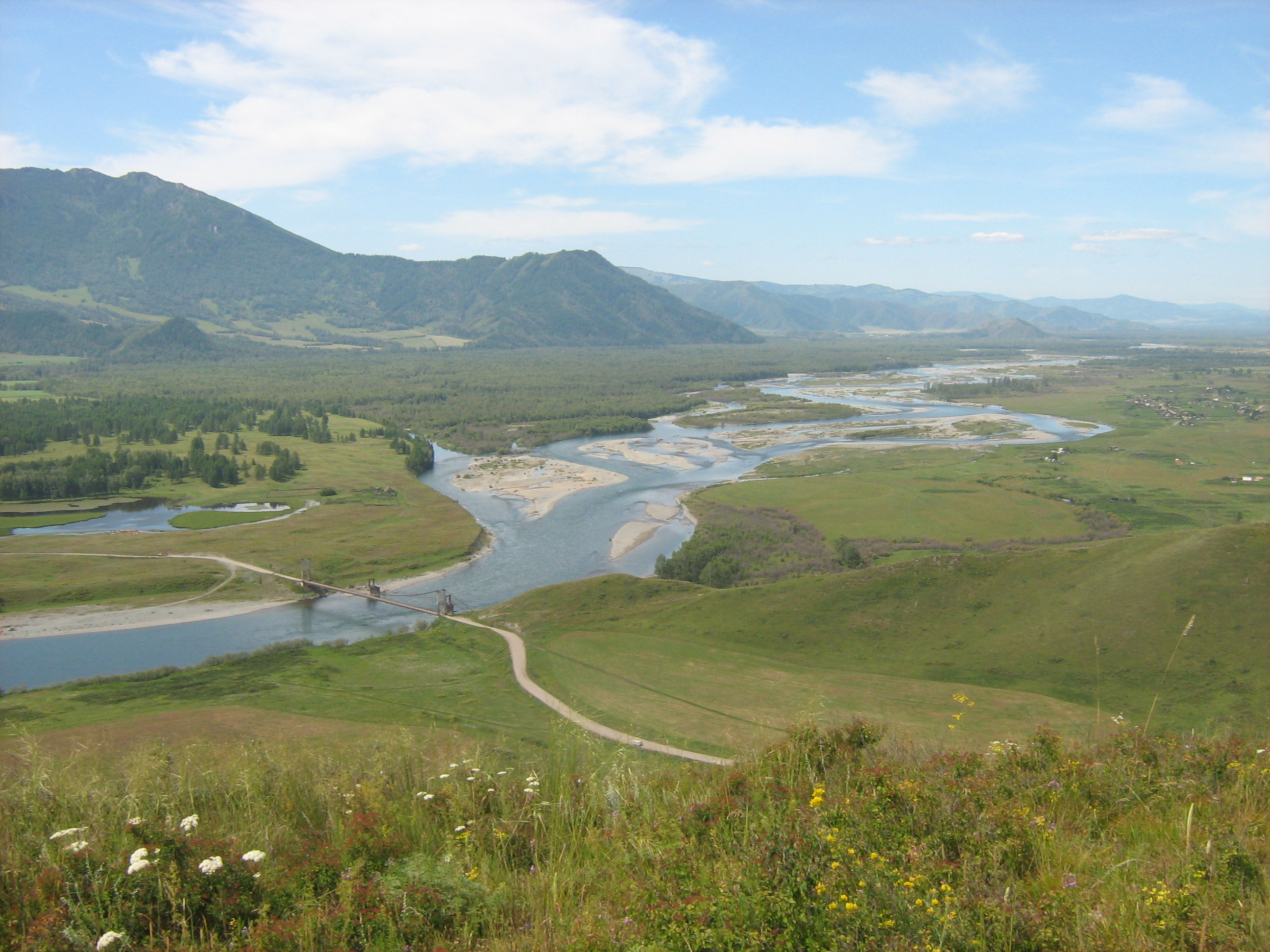
Le pont sur la Katoun (1991) dans la steppe d'Ouïmon, avec l'ancien de 1978 collé derrière le premier.

Pendant la perestroïka, l'économie du village chuta, avec par exemple la fin de la boulangerie qui approvisionnait Moulta et les villages environnant.
En 1991, un nouveau pont fut construit sur la Katoun pour remplacer l'ancien qui était de plus en plus vétuste, avec une capacité de charge de 24 tonnes. À ce moment-là, 970 habitants vivaient dans le village, mais la population diminua pendant les années 1990, touchant les 695 habitants en 2002.
En 1997 fut ouverte une église orthodoxe, bien que la majorité des habitants soient des vieux-croyants, qui ne vont donc pas à l'église étant donné qu'ils prient chez eux.
En 2022, un institut de mathématiques de l'Académie des sciences de Russie a installé un petit télescope à la sortie du village afin de surveiller des astéroïdes.

## Population et société
Dans le village se trouve une école primaire, une école secondaire, une bibliothèque, un bureau de poste et un centre de soins d'urgence (ru).
La plupart des habitants sont des vieux-croyants, tout comme les habitants de plusieurs villages de la steppe. Il y a une église orthodoxe, ainsi qu'un cimetière. On trouve aussi un monument aux morts de la Seconde guerre mondiale.
On trouve aussi un centre d'art folklorique, avec des objets, bijoux et autres faits selon les traditions des Altaïens.
En 2002, sur les 695 habitants, il y avait 95 % de Russes, soit 660 habitants.
Recensements (*) et estimations de la population,,,:
| 1991 | 2002 | 2010* | 2011 |
| ---- | ---- | ----- | ---- |
| 970  | 695  | 706   | 708  |

| 2012 | 2013 | 2014 | 2015 |
| ---- | ---- | ---- | ---- |
| 738  | 739  | 741  | 722  |

| 2016 | 2021* | - | - |
| ---- | ----- | - | - |
| 704  | 721   | - | - |

## Économie et transports

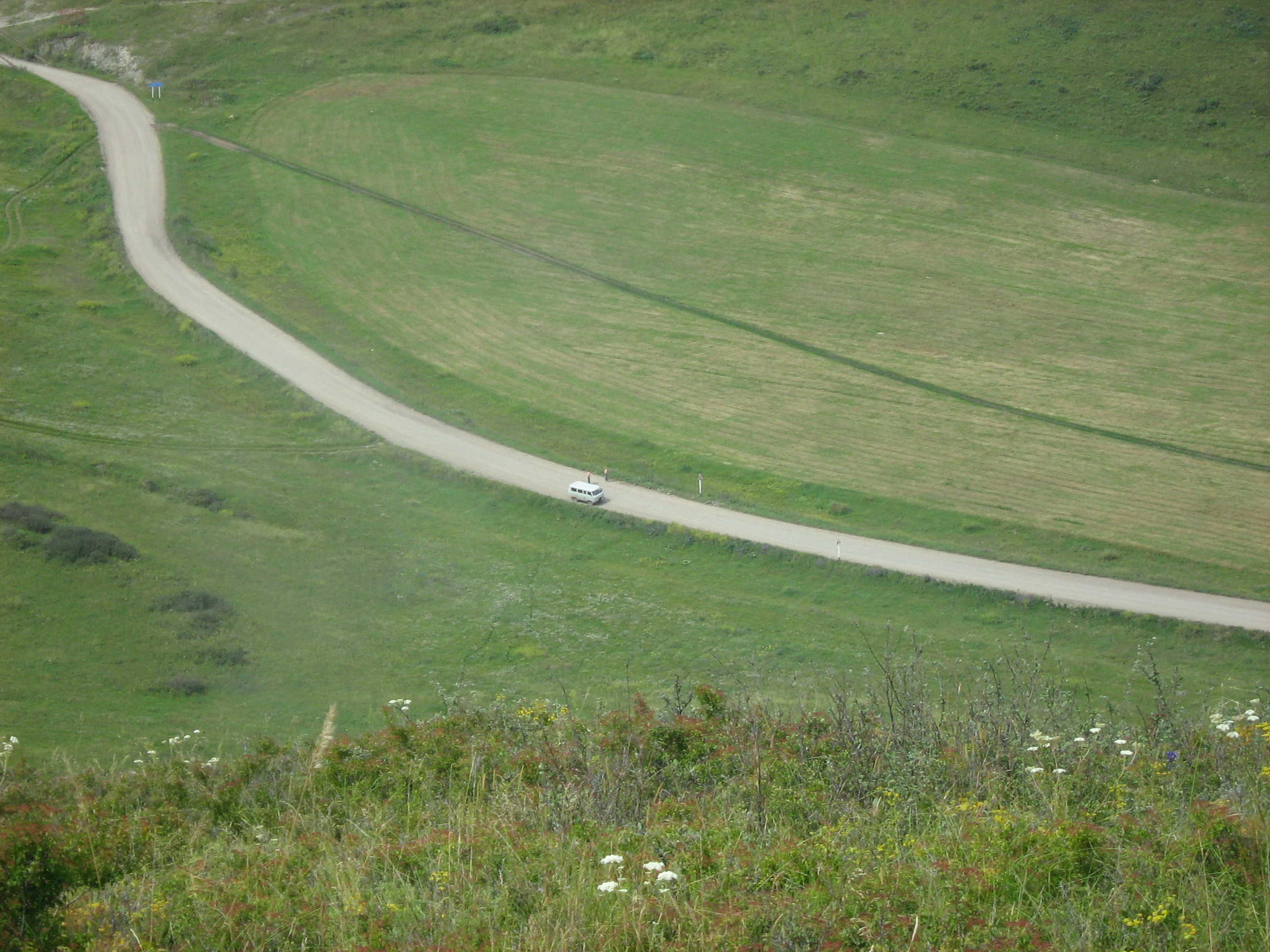
La 84K-39 juste avant le pont.

Le tourisme est l'une des principales activités économiques du village, grâce aux lieux touristiques naturels entourant le village, dont les lacs de la Moulta au sud.
Il y a dans le village un atelier de literie, qui occupe le même lieu que l'ancienne menuiserie de l'époque soviétique. On trouve aussi une foresterie, six magasins, une entreprise agricole ainsi qu'une nouvelle boulangerie. Il y a en tout 31 entreprises, instituts étatiques (écoles) et sites culturels dans le village. Parmi les entreprises se trouvent de plus une entreprise sylvicole et d'autres dans l'agriculture. 
En terme d'énergie, le village est relié à Verkh-Ouïmon, Maralnik-1 et Zamoulta par des lignes électriques. Il y a un château d'eau dans le village ainsi qu'un autre en projet.
Concernant les transports, le village est à la croisée de plusieurs routes. La 84K-36 commence au village pour aller à Maralnik-1 ; la 84K-39 mène à Verkh-Ouïmon à l'ouest, la 84K-35 vers Zamoulta et un peu plus dans la forêt. Enfin, la 84K-39 traverse la Katoun pour rejoindre la 84K-134, principale route de la steppe, menant de Tioungour à l'est jusqu'à Oust-Koksa à l'ouest et un peu plus loin. Prolongée à l'ouest par la 84K-121 à partir du village d'Abaï, cette route, dite route d'Ouïmon, rejoint la R256, principal axe régional.
Une ligne de bus régionale, la 912, termine à Moulta, après avoir commencé à Barnaoul et avoir passé par de nombreuses localités de la région.

## Galerie

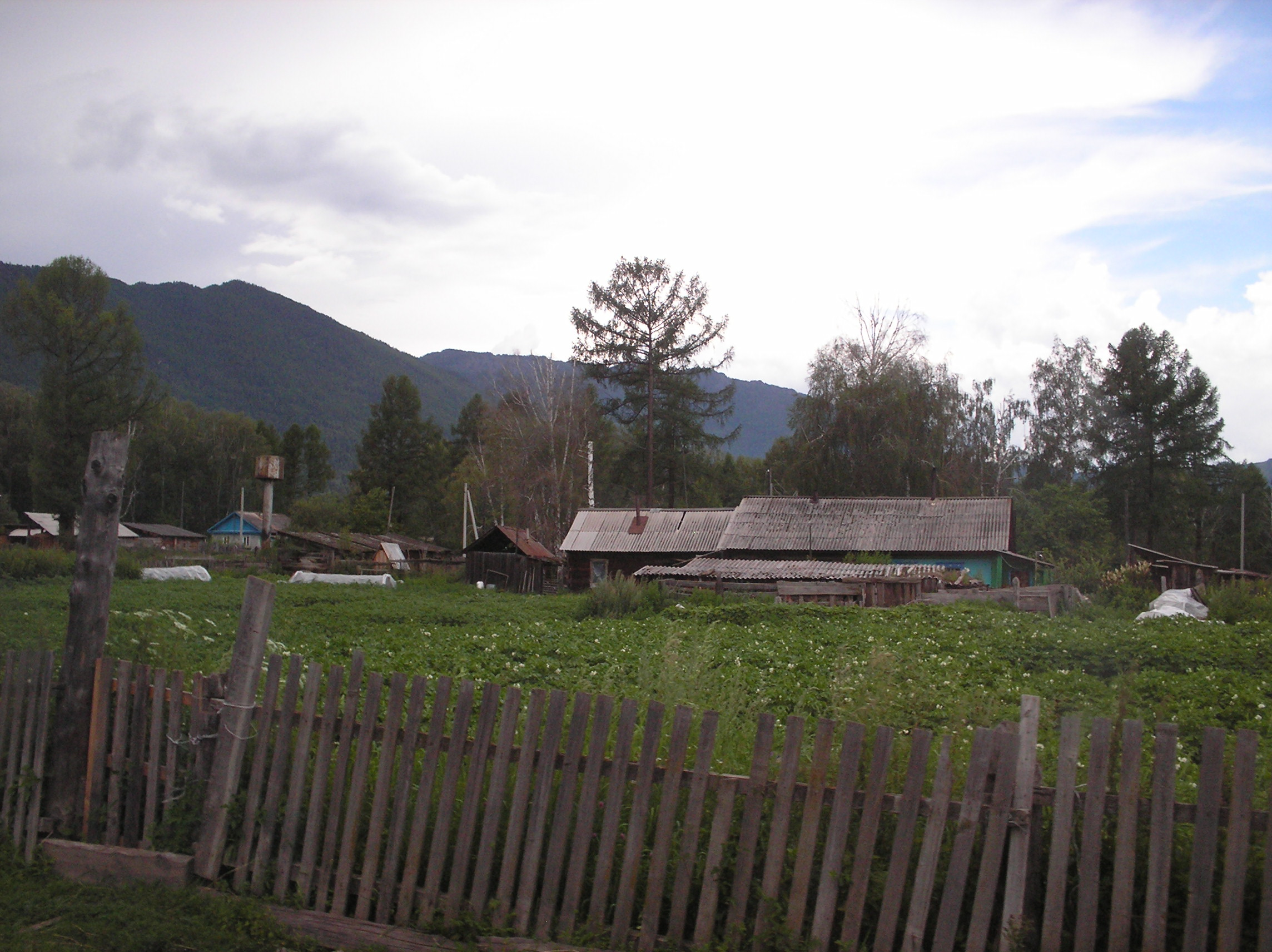
Maisons à Moulta.
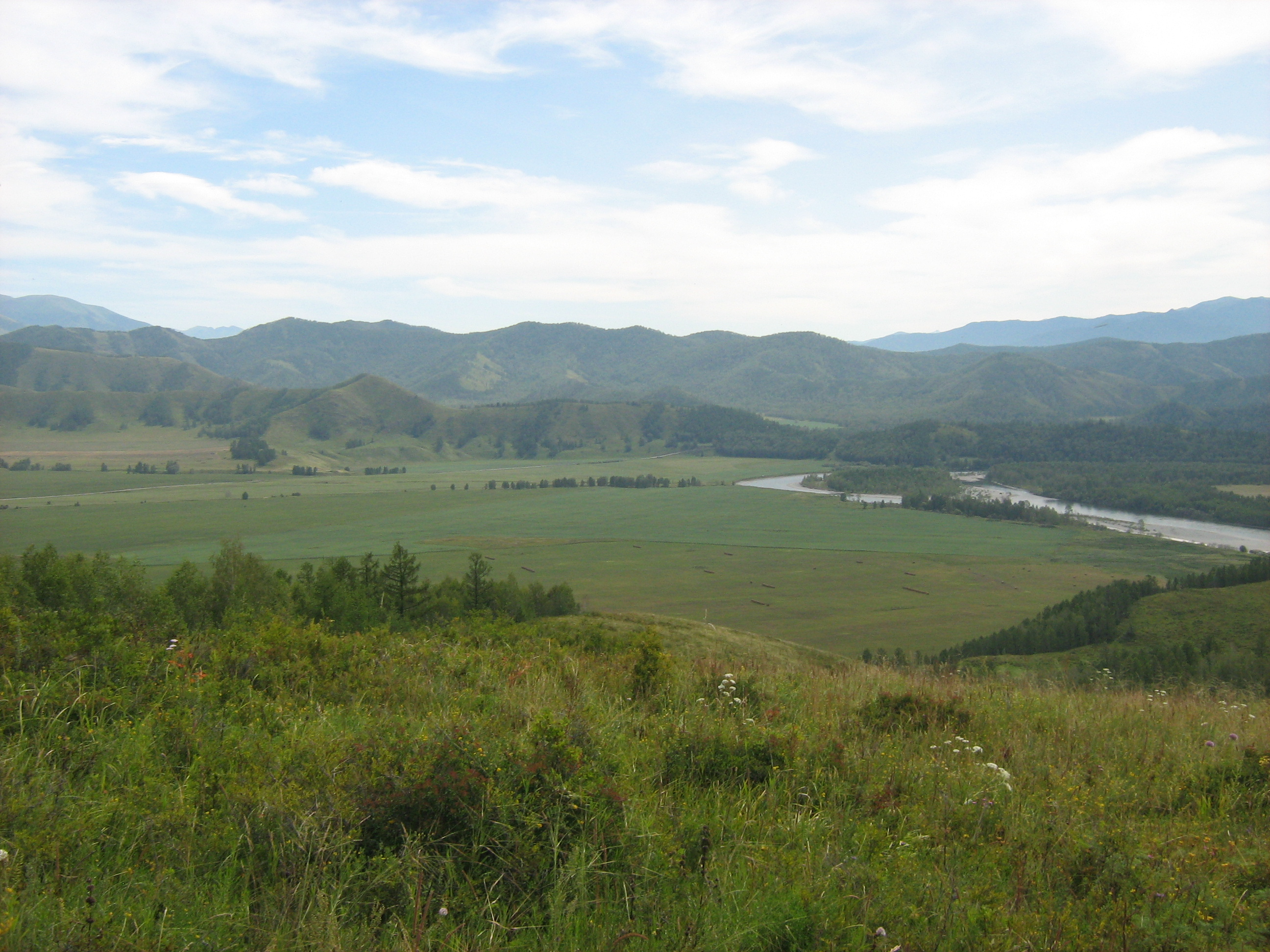
Environs du village.
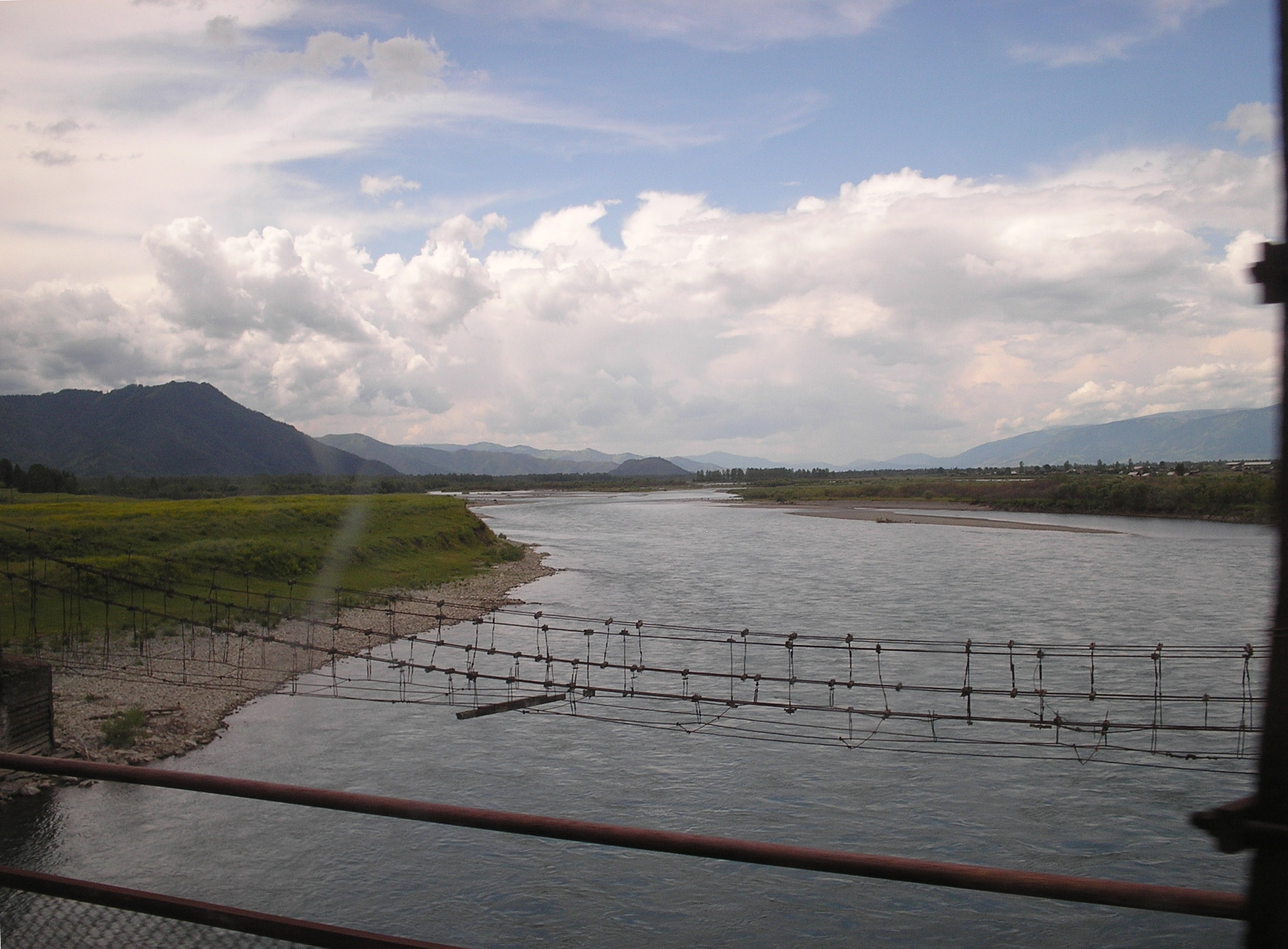
L'ancien pont depuis le nouveau.
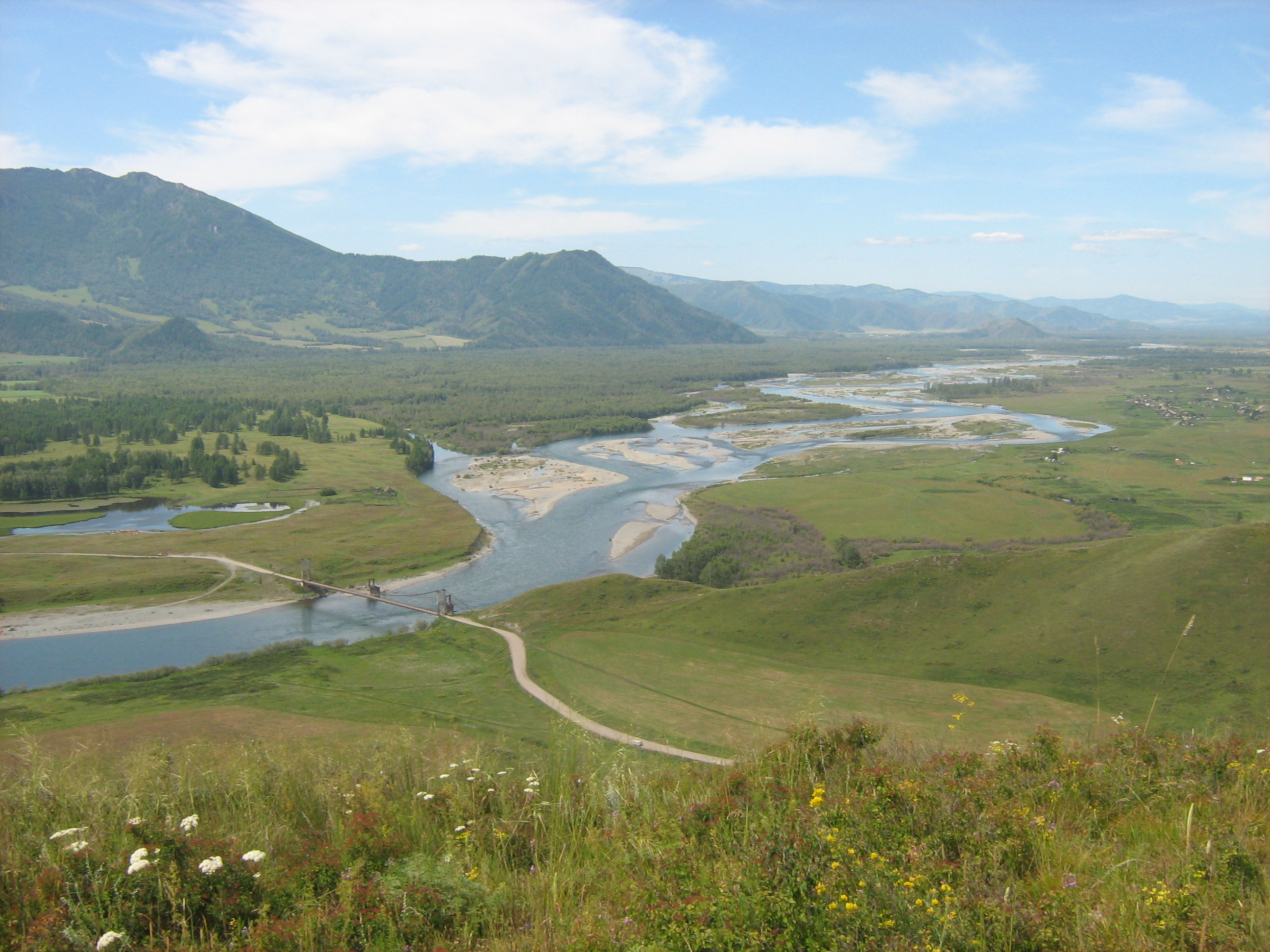
Vue de la Katoun et des ponts, avec le village de Nijni Ouïmon à droite.